# Seterra
Seterra는 현재 온라인 사이트로 있는 스웨덴의 지도 퀴즈 게임이다. 영어, 일본어, 중국어 등 36개국어를 지원한다. 한국어는 지원하지 않는다.
웹사이트 플레이 스토어 앱 스토어 보관됨 2020-02-29 - 웨이백 머신

## 역사
Seterra는 1997년에 윈도우 프로그램으로 시작했다. 그 후에 성공하면서 2011년에 현재의 온라인 사이트 서비스를 시작했고, 그 후에는 2016년에 안드로이드, ios용 앱을 만들었다.

## 스피드런
스피드런 사이트
Seterra를 하는 사람들의 스피드런 사이트가 있다. 지금까지 총 3명의 한국인이 기록을 등록했다.

## 유료 서비스
seterra 온라인 사이트에는 유료 서비스가 존재한다. 요금제 별로 기능이 다르다.
- 레벨 1 - 1달에 1달러, 개인 최고 기록 리스트 생성 / 광고 제거 / 커스텀 퀴즈 영구 생성 / 커스텀 퀴즈에 커스텀 주소 생성
- 레벨 2 - 1달에 5달러, 레벨 1 + 커스텀 퀴즈 방문자에게 커스텀 퀴즈 페이지의 광고 제거 (1달당 천명 한정)
- 레벨 3 - 1달에 10달러, 레벨 1 + 커스텀 퀴즈 방문자에게 커스텀 퀴즈 페이지의 광고 제거 (1달당 만명 한정)

## 문의
seterra와 관련된 버그 제보나 제안은 marianne@seterra.com으로 보내면 된다.
영어, 독일어, 스페인어, 덴마크어, 노르웨이어, 스웨덴어으로 써진 문의를 받고, 답장은 영어나 스웨덴어로 해준다고 한다. 또한 info@seterra.com에도 제보할 수 있다.